# Capaccio Scalo
Capaccio Scalo è una borgata del comune di Capaccio Paestum, in provincia di Salerno, da cui dista 25 km.

## Geografia fisica

### Territorio
L'abitato si sviluppa in zona pianeggiante a 22 m s.l.m. circa, fra le borgate Rettifilo/Vannulo, Cafasso/Borgo Nuovo, Laura, Gromola e la Strada statale 18 Tirrena Inferiore.

### Clima
Clima mediterraneo, con estati calde ed inverni miti.

## Società

### Evoluzione demografica
Capaccio Scalo, con circa 4 098 abitanti, è il più grande e popoloso centro abitato del territorio comunale. La frazione, a partire dal dopoguerra, si è notevolmente avvantaggiata del suo territorio pianeggiante e della sua posizione alla confluenza della Strada statale 166 degli Alburni con la Strada statale 18 Tirrena Inferiore, che collegano il Cilento con Salerno, rispetto al capoluogo che ha risentito della sua posizione più isolata.

## Economia
Capaccio Scalo è diventato il fulcro economico del territorio comunale, vista anche la sua vicinanza all'area archeologica di Paestum. La borgata è dotata, oltre alla presenza di numerose attività commerciali, della sede del Consorzio bonifica di Paestum, di una caserma dei Carabinieri, del Comando di Polizia locale del comune nonché la sede del municipio di Capaccio.

## Infrastrutture e trasporti

### Ferrovie
Capaccio Scalo è dotata di una stazione ferroviaria:
- Stazione di Capaccio-Roccadaspide sulla Ferrovia Tirrenica Meridionale.